# Braulio Carrillo National Park
Braulio Carrillo National Park är en park i Costa Rica.   Den ligger i provinsen San José, i den centrala delen av landet, 28 km norr om huvudstaden San José. Braulio Carrillo National Park ligger 606 meter över havet.
Terrängen runt Braulio Carrillo National Park är kuperad österut, men västerut är den bergig. Runt Braulio Carrillo National Park är det ganska tätbefolkat, med 230 invånare per kvadratkilometer. I omgivningarna runt Braulio Carrillo National Park växer i huvudsak städsegrön lövskog.